# Kaleigh Kurtz
Kaleigh Kurtz (Greer, Carolina del Sur, Estados Unidos; 9 de septiembre de 1994) es una futbolista estadounidense que juega de defensora para el North Carolina Courage de la National Women's Soccer League (NWSL) de Estados Unidos.

## Estadísticas

### Clubes
| Club                   | País           | Año             |
| ---------------------- | -------------- | --------------- |
| Östersunds DFF         | Suecia         | 2017            |
| North Carolina Courage | Estados Unidos | 2018 - 2019     |
| Canberra United FC     | Australia      | 2019 - 2020     |
| North Carolina Courage | Estados Unidos | 2021 - presente |

## Palmarés

### Títulos nacionales
| Título                         | Club                   | País           | Año  |
| ------------------------------ | ---------------------- | -------------- | ---- |
| National Women's Soccer League | North Carolina Courage | Estados Unidos | 2018 |
| National Women's Soccer League | North Carolina Courage | Estados Unidos | 2019 |

### Títulos internacionales
| Título                      | Club                   | País           | Año  |
| --------------------------- | ---------------------- | -------------- | ---- |
| International Champions Cup | North Carolina Courage | Estados Unidos | 2018 |